# Пхеньянський метрополітен
Пхеньянське метро (кор. 평양 지하철 P'yŏngyang Chihach'ŏl) — система метрополітену у столиці Північної Кореї — місті Пхеньян. Складається з двох ліній: Чхолліма (кор. 천리마선), котра сполучає станції Кванбок (кор. 광복) на південному заході та Раґвон (кор. 락원) на північному сході, та Хьоксін (кор. 혁신선) котра проходить від станції Пухин (кор. 부흥) на березі річки Тедон до станції Пулькинбьоль (кор. 붉은별). Лінії перетинаються на станції Чону (кор. 전우). Щоденний пасажиропотік оцінюють від 300000 до 700000.

## Будівництво
Будівництво метрополітену розпочалося у 1965 році, станції було відкрито в період між 1969 та 1972 рр. президентом Кім Ір Сеном. У 1971 році під час будівництва тунелю під рікою Тедонг у напрямку станції Понхва (кор. 봉화) сталася катастрофа. Деякі джерела повідомляють, що тоді загинуло щонайменше 100 будівельників. Цю ділянку тунелю було покинуто; мережа метро зараз цілковито розташована на західному березі річки.
Пхеньянське метро є найглибшим у світі — колія розташована на глибині близько 110 метрів під землею. (Петербурзький метрополітен також претендує на звання найглибшого, виходячи із середньої глибини усіх його станцій. Проте станція Арсенальна на Святошинсько-броварській лінії київського метрополітену наразі є найглибшою станцією метро у світі 105,5 метрів). У пхеньянському метро існує музей, присвячений історії будівництва цього метрополітену.

## Мережа
Пхеньянське метро складається з двох ліній:
- Лінія Чхолліма, названа на честь дуже швидкого коня з давньої корейської міфології. Має протяжність близько 12 км. Будівництво розпочалося у 1968 році, а рух було відкрито 6 вересня 1973 року.
- Лінія Хьоксін, що дослівно означає «оновлення», має довжину близько 10 км. Постійний рух поїздів розпочався 9 жовтня 1975 року.

У своїй більшості, назви станцій не мають прив'язки до місцевості; натомість станції названо на честь визначних подій та характеристик Революції. Проте станція Кесон («Тріумф») розташована поблизу Тріумфальної арки.
Метро повністю розташоване під землею. Принцип системи базується на метрополітенах інших комуністичних країн, особливо — московського метро. Обидві системи метро характеризуються як вид міського швидкісного магістрального транспорту з відсутністю вилокового руху характерного для західних втілень метро, також подібна глибина залягання станцій (100 і більше метрів), і велика відстань між станціями. Іншою спільною рисою є мистецтво соціалістичного реалізму. Фресками та статуями цього стилю оформленні станції. Також цікавою особливістю є те, що усі працівники метро носять форму військового типу.
Під час війни станції метро можуть служити бомбосховищами. Задля цього станції обладнано великими сталевими шлюзами. Декотрі джерела заявляють, що станції сполучені з військовими установками, а також що існують таємні лінії метро виключно для правлячої верхівки.
Повідомляють, що одну станцію — Кванмьон (кор. 광명) — було закрито від 1995 року, оскільки над нею розташовано мавзолей Кім Ір Сена. Поїзди на цій станції не зупиняються.
Також повідомляють, що на лінії Хьоксін буде введено в експлуатацію дві нові станції: Йонґун (кор. 영웅) та Чхільґок (кор. 칠곡). Ці станції вже позначено на схемі лінії Хьоксін після станції Кванбок.
На схемі лінії Чхолліма з кожного кінця позначено по дві станції: Рьонмот (кор. 련못), Сопхо (кор. 서포), Чхончхун (кор. 청춘) та Манґьонде (кор. 만경대), усі плануються або у стадії будівництва.
На кожній станції працює безкоштовний туалет. Також на станціях транслюють передачі державного радіо, а також є стенди із газетами Родон Сінмун.
Цікава деталь: багато вікон у вагонах метро мають сліди німецьких графіті. Це через те, що більшість вагонів було закуплено з Берліна, Німеччина.

### Лінія Чхолліма
| Станції пхеньянського метро | Станції пхеньянського метро | Станції пхеньянського метро | Станції пхеньянського метро |
| --------------------------- | --------------------------- | --------------------------- | --------------------------- |
| #1 Чхолліма 천리마선        |                             |                             |                             |
| Станція                     | Значення назви              | Перехід                     | Відкрито                    |
| Пулькинбьоль 붉은별         | Червона зірка               |                             | 6 вересня 1973              |
| Чону 전우                   | Товариш                     | #2 Чонсин                   | 6 вересня 1973              |
| Кесон 개선                  | Тріумф                      |                             | 6 вересня 1973              |
| Тхонґіль 통일               | Возз'єднання                |                             | 6 вересня 1973              |
| Сингрі 승리                 | Перемога                    |                             | 6 вересня 1973              |
| Понхва 봉화                 | Ліхтар/Маяк                 |                             | 6 вересня 1973              |
| Йонґґван 영광               | Слава                       |                             | 10 квітня 1987              |
| Пухин 부흥                  | Відродження                 |                             | 10 квітня 1987              |

### Лінія Хьоксін
| Станції пхеньянського метро | Станції пхеньянського метро  | Станції пхеньянського метро | Станції пхеньянського метро |
| --------------------------- | ---------------------------- | --------------------------- | --------------------------- |
| #2 Хьоксін 혁신선           |                              |                             |                             |
| Станція                     | Значення назви               | Перехід                     | Відкрито                    |
| Кванбок 광복                | Відновлення/Незалежність     |                             | 9 вересня 1978              |
| Конґук 건국                 | Народна основа               |                             | 9 вересня 1978              |
| Хванґимболь 황금벌          | Золотий ґрунт                |                             | 6 вересня 1978              |
| Консоль 건설                | Будівництво                  |                             | 6 вересня 1978              |
| Хьоксін 혁신                | Інновація                    |                             | 9 вересня 1975              |
| Чонсин 전승                 | Остаточна перемога (у битві) | #1 Чону                     | 9 вересня 1975              |
| Самхин 삼흥                 | Три оновлення                |                             | 9 вересня 1975              |
| Кванмьон 광명               | Світло/Сяйво                 |                             | 9 вересня 1975              |
| Раквон 락원                 | Рай                          |                             | 9 вересня 1975              |

## Робота метро
Пхеньянське метро розраховане на навантаження у один поїзд кожні дві хвилини. Під час годин пік поїзди ходять з мінімальним інтервалом у 2 хвилини. Донедавна більшість іноземних туристів не пускали далі станцій Пухин та Йонґґван. Проте іноземні студенти могли користуватися усіма станціями метро. Будівництво цих двох станцій було завершено у 1987 році, в той час як інші було завершено у 1973, їх вважають недостатньо сучасними. Також вважають, що іноземців обмежували станціями Пухин та Йонґґван через те, що вони зазвичай є менш навантаженими (оскільки розташовані в кінці лінії), і таким чином можна зменшити ризик контакту іноземців з місцевими. Помітно, що зараз туристам, котрі подорожують через Тури Юних Піонерів або Коріо-туром, можна проїхати п'ятьма станціями. Студенти, котрі приїжджали через Пхеньянський Проект, повідомляють, що могли користуватися шістьма станціями.
Також це метро є найдешевшим у світі, лише 5 KP₩ (близько 25 копійок) за квиток. Раніше в метро користувалися алюмінієвими жетонами, з викарбуваним логотипом метро та написом «지». Проте зараз користуються квитками, також із написом 지. Куріння та вживання їжі в метро заборонено та карається великими штрафами.

## Рухомий склад
Коли у 1970‑х метро було відкрито, користувалися новими поїздами. Хоча Північна Корея наполягає на тому, що їх було збудовано у Кореї, чотиривагонні зчеплення, відомі як DK4, було у 1972 році сконструйовано у Китаї компанією Чангчун. Було вироблено 345 одиниць, проте насправді ж користувалися лише 112 вагонами. У 1998 р. деякі поїзди було продано пекінському метрополітену, де вони служили у тривагонних зчепленнях на лінії 13 (згодом їх було замінено на більш сучасні поїзди DKZ5 та DKZ6; невідомо, чи поїзди DK4 було повернено до Пхеньяну).
Від 1998 року пхеньянське метро користується німецькими поїздами, котрі до цього працювали у берлінському метрополітені. Існує два типи поїздів:
- GI («Ґізела»), поїзди Східного Берліна, котрі випускали між 1978 та 1982 рр.
- D («Дора»), поїзди Західного Берліна, котрі випускали між 1957 та 1965 рр.

У Пхеньяні поїзди отримали нові червоні та кремові лівреї. Усю рекламу було знято, на її місце розмістили портрети, Кім Ір Сена та Кім Чен Іра.
Туристи, котрі нещодавно відвідували КНДР, повідомляють, що бачили лише поїзди типу D; поїзди типу GI було замінено на моделі Dora. Поїзди типу GI використовують на залізниці навколо Пхеньяну.
Іноземці можуть потрапити до пхеньянського метро лише під час екскурсії. Проте, журналіст Бі-бі-сі, котрий освітлював візит держсекретаря США Мадлен Олбрайт у 2000 році, мав можливість пересуватися містом без переслідування, і бачив «старі східнонімецькі поїзди, на котрих навіть було видно німецьке графіті». Нові фотографії, котрі робили туристи, показують ті самі поїзди типу D, тому можливо, що кілька поїздів типу D було пофарбовано, і саме їх бачать туристи під час екскурсій.

## Музей
Пхеньянське метро має власний музей. Значна частина колекції пов'язана із лідером Кім Ір Сеном, котрий «давав вказівки на місці» метробудівникам. Серед експонатів є спеціальний фунікулероподібний вагон, котрим президент діставався станції під час будівництва (він рухався ухильним тунелем, у котрий по завершенню будівництва встановлювали ескалатор), а також рейковий автобус, котрим він пересувався між станціями.